# John Elliott (football américain)
Pour les articles homonymes, voir John Elliott.
(en) Statistiques sur pro-football-reference
Darrell John Elliott, né le 26 octobre 1944 à Beaumont et décédé le 11 novembre 2010 à Houston, est un joueur américain de football américain.

## Biographie

### Enfance
Elliott étudie à la Warren High School avant d'entrer à l'université du Texas à Austin et de jouer pour les Longhorns en football américain. Lors de sa carrière universitaire, il est victime de plusieurs blessures mais parvient à se faire une place solide dans l'effectif, étant même nommé capitaine de l'équipe en 1966 par ses coéquipiers. 

### Carrière
John Elliott est sélectionné au septième tour de la draft 1967 de la NFL par les Jets de New York au 171e choix. Après une année de rookie où il enchaîne les matchs comme remplaçant sur la ligne défensive, il devient titulaire comme defensive tackle et participe à la victoire finale au Super Bowl III. En 1970, il est désigné comme le meilleur joueur de la saison pour les Jets, recevant même une sélection pour le Pro Bowl,. 
Le défenseur poursuit sa carrière avant de terminer sa carrière chez les Hornets de Charlotte en World Football League et de prendre du recul après une dernière blessure, au genou. 